# Colladonus flavocapitata
Colladonus flavocapitata är en insektsart som beskrevs av Van Duzee 1890. Colladonus flavocapitata ingår i släktet Colladonus och familjen dvärgstritar. Inga underarter finns listade i Catalogue of Life.